# Immeuble le Métropole
L'immeuble le Métropole est un immeuble de style Art déco situé à Rouen, en France, construit en 1930.

## Localisation
L'immeuble le Métropole est situé dans le département français de la Seine-Maritime, sur la commune de Rouen, aux 111-117 rue Jeanne-d'Arc et 16 rue Verte.
Il constitue un élément de l'ensemble du quartier de la gare de Rouen, composante de l'Art nouveau.
Ce site est desservi par la station souterraine Gare-Rue Verte du tramway de Rouen.

## Historique
Construit entre 1929 et 1931 par l'entrepreneur Chouard de Bihorel, d'après un projet de l'architecte parisien Émile Bois, l'ensemble est représentatif de l'architecture Arts décoratifs. Il est complété en 1932 par un café conçu par l'architecte Étienne Villette.
La devanture et le décor intérieur sont inscrits au titre des monuments historiques en 2000 ; l'immeuble en totalité l'est en 2004.
Jean-Paul Sartre et Simone de Beauvoir fréquentent le café « Le Métropole » au début des années 1930,.
Ce bar a connu ses heures de gloire sous la direction de Jean Olivier qui a dirigé l'établissement de 1956 à 2001. Lieu de rencontre de nombreux étudiants rouennais de la Fac de droit, de sciences économiques et sociales et de médecine, il était fréquemment considéré comme le lieu de rendez-vous de la bourgeoisie rouennaise. Le café ferme ses portes en février 2025.